# Rhogeessa minutilla
Rhogeessa minutilla är en fladdermusart som beskrevs av Miller 1897. Rhogeessa minutilla ingår i släktet Rhogeessa och familjen läderlappar. IUCN kategoriserar arten globalt som sårbar. Inga underarter finns listade i Catalogue of Life.
Denna fladdermus förekommer i Colombia och Venezuela. Den vistas i låglandet och i låga bergstrakter. Arten lever i öppna landskap och vilar ofta i hål i kaktusväxter. Vanligen vilar mindre grupper tillsammans. Tidigt på kvällen börjar individerna sin jakt på insekter.